# Bellie
Bellie era un accampamento romano, fatto costruire da Giulio Agricola nel corso della campagna militare dell'84 nella Caledonia settentrionale.

## Storia
Agricola fece una serie di accampamenti nel nord della Caledonia e Bellie era uno dei più settentrionali. Infatti le legioni romane hanno creato una serie di forti, nella loro conquista della Caledonia (com'era chiamata dai Romani la Scozia) a nord del Vallo Antonino, in località come Ardoch, Strageath, Inchtuthill, Battledykes, Stracathro, Raedykes, Glenmaillen, Bellie, Balnageith fino a Cawdor. Molte di queste Fortificazioni romane sono stati identificate principalmente grazie a rilevamenti aerofotogrammetrici fatti negli ultimi decenni. Bellie si trovava sul fiume Spey e vicino al Moray Firth. Questo accampamento fu usato solo un paio di anni, essendo stato abbandonato dopo l'improvviso ritiro di Agricola dalla Britannia romana. Fu scavato nel 1967 dall'archelogo St Joseph, che lo definì di tipo Stracathro.  Era simile al vicino accampamento di Auchinhove.

## Caratteristiche
L'accampamento scoperto era grande un ettaro e mezzo, ma originariamente doveva oltrepassare i dieci ettari (30 acri). Il fossato protettivo fu scavato solo nel lato orientale del forte, mentre quello della sezione occidentale è andato distrutto dall'erosione del vicino fiume Spey. Il fossato aveva la tipica forma a "V" dei tempi di Agricola, con una profondità di un metro. Date le sue ridotte dimensioni Jones e Keiller hanno ipotizzato che forse era inizialmente un possibile fortino, le cui tracce di torri sono state cancellate dall'erosione dello Spey.
Bellie probabilmente era attraversata da una "Strada Romana" (un semplice sentiero militare più verosimilmente) che collegava Aberdeen (allora chiamata Devana), un piccolo porto forse popolato in quel periodo anche da una piccola colonia di Romano-Britannici) e l'accampamento di Glenmailen, vicino al fiume Spey..